# Falcon Crest
(Angela Channing)
Falcon Crest è stato un serial statunitense, andato in onda dal 1981 al 1990 sulla CBS. In Italia, è arrivato il 6 ottobre 1982, trasmesso da Italia 1. In seguito è stato trasmesso in prima serata anche su Rete 4 dal 1983 e da Canale 5 nell'estate del 1985 e 1987 (episodi inediti della quarta stagione) per continuare, nel 1988, su Italia 7 (all'epoca controllata dalla Fininvest). Nell'estate del 1992 va in onda su Rete 4 la sesta stagione, inizialmente al pomeriggio, spostata poi al mattino, a causa degli scarsi ascolti. La settima stagione è l'ultima vista in Italia ed è stata trasmessa da Italia 7 nel 1994.

## Trama
La serie ha come protagonista Jane Wyman nel ruolo di Angela Channing, donna dispotica e autoritaria alla guida dell'azienda vinicola di famiglia nella fittizia Tuscany Valley in California (modellata sulla vera Napa Valley). Robert Foxworth interpreta Chase Gioberti, erede di una parte dell'azienda in seguito alla morte di suo padre Jason, fratello di Angela, avvenuta durante il primo episodio. La rivalità fra i due è alla base di molti episodi della serie.
Angela designa come erede suo nipote Lance Cumson (Lorenzo Lamas), playboy assetato di denaro e potere ma senza la determinazione e la disciplina di Angela. La donna ha una forte influenza su di lui, tanto che lo persuade a lavorare per l'azienda e per il quotidiano di suo nonno. Quando Angela si rende conto che non riuscirà mai a ottenere la parte dell'azienda controllata da Chase, cerca di allargare il suo impero spingendo Lance a sposare Melissa Agretti (Ana Alicia), ricca erede dei vigneti e dell'azienda vinicola di suo padre Carlo. Melissa si rivela però lei stessa un'affarista egoista e intrigante e causa ben presto problemi ai vari abitanti della Tuscany Valley. Altri personaggi presentati nella prima stagione sono le figlie di Angela, Julia (Abby Dalton), capo viticoltrice e madre di Lance, e la fragile e problematica Emma (Margaret Ladd), sospettosa che suo zio Jason sia stato ucciso e per questo affidata alle cure di uno psichiatra. La famiglia di Chase, spinta da Angela a rimanere nella valle così da poterla tenere sotto il suo controllo, include Maggie (Susan Sullivan), moglie di Chase – che in seguito lavorerà come scrittrice freelance, influenzata da Angela – e i loro due figli, Cole (William R. Moses) – che si innamora di Melissa (ricambiato per poi essere rifiutato quando Melissa accetta di sposare Lance) – e Vickie (Jamie Rose, poi sostituita da Dana Sparks), studentessa di college. Nessuno di questi personaggi è però in grado di misurarsi con il dispotismo di Angela tanto quanto quello di un personaggio che entra in scena nella seconda stagione: Richard Channing (David Selby). Originariamente editore di quotidiani, Richard – figlio del primo marito di Angela, Douglas Channing – arriva a Falcon Crest con l'intento di prendere il controllo dell'azienda vinicola.

## Caratteristiche
Il prodotto fu creato da Earl Hamner, già ideatore di Una famiglia americana (The Waltons). Alla base vi era l'idea di un "serial drama" che si sviluppasse attorno ad un'azienda vinicola. La CBS, però, gli ordinò di renderlo più "forte", alla maniera di Dallas. L'emittente televisiva, infatti, puntava a raggiungere il primato nei "rating" Nielsen del venerdì sera. Così, Falcon Crest venne programmato alle 22.00, subito dopo Dallas, occupando la fascia oraria de L'incredibile Hulk. Il tema musicale della serie fu affidato a Bill Conti, lo stesso di Dynasty, I Colby e New York New York (Cagney & Lacey).
L'accoppiata Dallas-Falcon Crest si rivelò una mossa azzeccata per la CBS e Falcon Crest rimase per molti anni nella top 20 dei programmi più visti nella classifica Nielsen: 13° nella stagione 1981-1982, 8° nella stagione 1982-1983, 7° nella stagione 1983-1984 e 10° nella stagione 1984-1985.
Nonostante la sua sminuente reputazione di "Dallas con l'uva", Falcon Crest trovò subito la sua nicchia fra i "serial drama" degli anni ottanta, occupando il posto di mezzo fra i due estremi del genere: più elegante di Dallas ma non eccessivo come Dynasty. La particolare location della Napa Valley dove la serie veniva girata e il tono pungente e umoristico della sceneggiatura facevano brillare lo show di luce propria.
La rivalità tra Angela, Chase e Richard rimase al centro della serie per anni, mescolata a storie prettamente più romantiche. Lance e Cole, per esempio, si sarebbero trovati imbrigliati non solo nella lotta al potere delle rispettive famiglie, ma anche a competere per l'amore di Melissa.
Come Dallas e Dynasty, anche Falcon Crest usava colpi di scena alla fine di ogni stagione (i cosiddetti "cliffhanger") per conquistare le classifiche di audience. La seconda stagione per esempio terminò con un misterioso omicidio (alla maniera del famoso "Chi ha sparato a J.R.?" di Dallas), per mano di Julia, figlia di Angela e assassina di Carlo Agretti, padre di Melissa: la donna puntò la pistola sull'intero cast, si udirono degli spari e si vide una bara che veniva sotterrata, lasciando il pubblico a chiedersi chi fosse stato ucciso. Altri finali pieni di suspense furono messi in scena in seguito, come un incidente aereo con alcuni dei personaggi principali coinvolti, l'esplosione di una bomba e un terremoto che colpì l'intera vallata.

## Evoluzione e fine della serie
Alla fine della quinta stagione, la volubile sorella di Maggie, Terry (Laura Johnson) rimase uccisa nel terremoto che colpì la Tuscany Valley. All'inizio della seguente stagione, Cole Gioberti decise di lasciare la valle e veleggiò letteralmente verso il tramonto a bordo di un'imbarcazione chiamata "Free Will" (un gioco di parole nato dalla decisione di William R. Moses di lasciare la serie). Alla fine della stagione, la perfida Melissa rapì il neonato di Maggie. Inseguita da Chase, Maggie e Richard, l'auto di Melissa cadde nelle acque della baia di S. Francisco. Chase saltò giù per salvare il bambino e poi tornò sott'acqua per salvare anche Melissa. Ci riuscì, ma lui morì annegato (dato che Robert Foxworth aveva deciso di lasciare il telefilm). Melissa stessa sarebbe morta in un incendio nella penultima stagione, mentre all'inizio della nona Maggie sarebbe annegata nella piscina di Falcon Crest, in seguito alla decisione di Susan Sullivan di lasciare il suo ruolo. Con l'uscita di scena di Maggie, la produzione introdusse due nuovi attori, Gregory Harrison nel ruolo di Michael Sharpe e Wendy Phillips nel ruolo di Lauren Daniels, due personaggi mai amati dal pubblico.
Con la defezione di molti personaggi principali, lo show cominciò a perdere molto pubblico, nonostante si cercò sempre di tenere alto l'interesse con intrighi tipo la storia d'amore tra Richard e Maggie o la scioccante rivelazione che i due acerrimi nemici, Angela e Richard, erano madre e figlio. Ma la serie non aveva più la vivacità degli inizi.
Al pubblico non piacque il radicale cambiamento del cast all'inizio dell'ottava stagione, soprattutto il licenziamento di Ana Alicia e l'introduzione di Kristian Alfonso nel ruolo di Pilar Ortega, un personaggio che sarebbe stato meno amato di Melissa. Gli ascolti precipitarono sensibilmente con l'arrivo della Alfonso tanto da spingere la produzione a riassumere la Alicia (in un altro ruolo), ma il danno era ormai fatto.
Ma il peggio doveva ancora accadere. Nell'ultima stagione, infatti, Angela, il personaggio fondamentale della serie sin dal primo episodio, giacque in coma su un letto di ospedale per quasi tutti gli episodi. Questa decisione alquanto bizzarra nasceva dal fatto che l'attrice aveva dei seri problemi di salute, dovuti al diabete, e i dottori le proibirono di affaticarsi troppo. La serie allora cominciò ad assumere un tono più tetro e oscuro (a partire dal tema musicale di Bill Conti, che venne rielaborato da Patrick O'Hearn) e furono messi in scena i giochi di potere degli altri protagonisti nati dall'assenza di Angela a Tuscany. Vennero introdotti nuovi personaggi, ma tutti fallirono agli occhi del pubblico. La CBS decise così di chiudere Falcon Crest alla fine della stagione. Jane Wyman, allora, contro il parere dei medici, decise di partecipare agli ultimi tre episodi.
Dopo tanti eventi drammatici durante le nove stagioni della serie, Falcon Crest si chiudeva felicemente con un matrimonio nella tenuta dell'azienda. E Angela tenne un discorso - scritto dalla stessa Wyman - che metteva definitivamente fine al telefilm. Nel suo discorso Angela fece menzione di tanti personaggi ed eventi del passato e, guardando al futuro, alzò un bicchiere di champagne e disse: "A te Falcon Crest, che tu possa vivere ancora a lungo".

## Personaggi
- Angela Gioberti Channing (stagioni 1-9), interpretata da Jane Wyman, doppiata da Marzia Ubaldi.
- Chase Gioberti (stagioni 1-6), interpretato da Robert Foxworth, doppiato da Adalberto Maria Merli.
- Lance Cumson (stagioni 1-9), interpretato da Lorenzo Lamas, doppiato da Luciano Marchitiello.
- Maggie Hartford Gioberti Channing (stagioni 1-9), interpretata da Susan Sullivan, doppiata da Angiola Baggi e Alba Cardilli.
- Julia Channing Cumson (stagioni 1-6), interpretata da Abby Dalton, doppiata da Ada Maria Serra Zanetti.
- Richard Channing (stagioni 2-9), interpretato da David Selby, doppiato da Massimo Venturiello e Rodolfo Bianchi.
- Melissa Agretti Cumson Gioberti (stagioni 1-8), interpretata da Ana Alicia, doppiata da Cinzia De Carolis.
- Cole Gioberti (stagioni 1-7), interpretato da William R. Moses, doppiato da Teo Bellia e Antonio Sanna.
- Vickie Gioberti (stagioni 1, 2, 6), interpretata da Jamie Rose (stagioni 1, 2) e Dana Sparks (stagione 6), doppiata da Roberta Paladini e Anna Cesareni.
- Emma Channing St. James (stagioni 1-9), interpretata da Margaret Ladd, doppiata da Milena Vukotic e Liliana Sorrentino.
- Phillip Erikson (stagioni 1-3), interpretato da Mel Ferrer.
- Terry Hartford Ranson Channing (stagioni 3-5), interpretata da Laura Johnson, doppiata da Silvia Pepitoni.
- Pamela Lynch (stagioni 3-6), interpretata da Sarah Douglas (stagioni 3-5) e Martine Beswick (stagione 6), doppiata da Serena Spaziani.
- Greg Reardon (stagioni 4, 5), interpretato da Simon MacCorkindale, doppiato da Roberto Pedicini.
- Gustav Riebmann (stagione 4), interpretato da Paul Freeman.
- Padre Christopher Rossini (stagione 5), interpretato da Ken Olin, doppiato da Teo Bellia.
- Peter Stavros (stagioni 5-8), interpretato da Cesar Romero.
- Eric Stavros (stagioni 5-7), interpretato da John Callahan.
- Frank Agretti (stagioni 7-9), interpretato da Rod Taylor.

## Le "Special Guest Star"
Una delle particolarità di Falcon Crest durante i suoi nove anni di vita fu quella di ospitare una pletora di star di Hollywood per uno o più episodi. Lana Turner, nel ruolo di Jacqueline Perrault, madre di Chase, è la più famosa tra queste, ma il viavai di stelle fu costante fino all'ultima stagione. Solo nella settima, per esempio, parteciparono alla serie Leslie Caron, Lauren Hutton, Ed Marinaro, Ursula Andress, Eddie Albert, Eve Arden, Roscoe Lee Browne e Rod Taylor, che fu confermato anche per le ultime due stagioni. La partecipazione di stelle di Hollywood non passò inosservata, anche per i problemi che vennero a crearsi sul set soprattutto con la protagonista. Nel periodo in cui partecipò la Turner, per esempio, «potevi tagliare la tensione con un coltello». La Wyman era molto irritata dall'atteggiamento da primadonna della sua collega (si presentava sul set con segretaria, parrucchiere personale e guardarobiera; si chiudeva per ore nel suo camerino a preoccuparsi del make-up, dei capelli e dei vestiti), ed ebbe a ridire anche sulla sua recitazione che definì «arrugginita». Quando la Turner ebbe finito il suo lavoro e lasciò il set, la Wyman disse ai produttori che se fosse tornata come ospite l'anno seguente, lei non ci sarebbe stata. Fu forse anche per questo motivo che il personaggio di Jacqueline Perrault fu eliminato. Nonostante le "voci", però, nel 1982, durante il Phil Donahue Show (il cui video è facilmente reperebile su YouTube), la Turner negò con forza che tra lei e la Wyman ci fosse una faida: 
 Anche Anne Jeffreys, altra star di Hollywood e guest star della serie nella seconda stagione, ricorda che la Turner diede dei grattacapi alla troupe durante uno degli episodi, a causa di ripetuti ritardi dell'attrice, tanto da far slittare le riprese di due ore e, «per un episodio che va girato nell'arco di 7 giorni, un tale incidente deve rappresentare un grave contrattempo per il lavoro di un intero team».
Celeste Holm, che interpretò il ruolo di Anna Rossini tra la quarta e la quinta stagione, raccontò in un'intervista al "Soap Opera Digest" che la Wyman si rifiutò di parlare con lei per tutto il tempo, sebbene poi la stessa Holm venisse inserita dalla rivista tra le dieci star di soap opera più difficili. Fortunatamente, altri attori-ospiti ebbero molte soddisfazioni partecipando a Falcon Crest. Lauren Hutton fu molto felice di dividere la scena con David Selby e Susan Sullivan. Cesar Romero sembra che adorasse lavorare con la Wyman, così come Rod Taylor che in un'intervista del 1989 affermò che «di certo lei domina sul set, ma tutti se lo aspettano. Io la adoro». 
Da segnalare anche la presenza della star italiana Gina Lollobrigida nel ruolo di Francesca Gioberti, sorellastra della protagonista Angela Channing: protagonista di 5 episodi si esibì in una celebre tarantella davanti al resto del cast e per l'edizione italiana fu doppiata da se stessa.
- Eddie Albert (Carlton Travis) – stagione 7 (3 episodi)
- Ursula Andress (Madame Malec) – stagione 7 (3 episodi)
- Dana Andrews (Elliot McKay) – stagioni 1-2 (2 episodi)
- Anne Archer (Cassandra Wilder) – stagioni 4-5 (22 episodi)
- Eve Arden (Lillian Nash) – stagione 7 (1 episodio)
- Jane Badler (Meredith Braxton) - stagione 6 (22 episodi)
- Susan Blakely (Anne Bowen) – stagione 9 (3 episodi)
- Roscoe Lee Browne (Rosemont) – stagione 7 (10 episodi)
- Leslie Caron (Nicole Sauguet) – stagione 7 (3 episodi)
- Joanna Cassidy (Katherine Demery) – stagione 2 (5 episodi)
- Mark Lindsay Chapman (Charley St. James) – stagione 9 (8 episodi)
- Morgan Fairchild (Jordan Roberts) – stagione 5 (29 episodi)
- Jane Greer (Charlotte Pershing) – stagione 4 (6 episodi)
- Celeste Holm (Anna Rossini) – stagioni 4-5 (6 episodi)
- Lauren Hutton (Liz McDowell) – stagione 7 (4 episodi)
- Anne Jeffreys (Amanda Croft) – stagione 2 (6 episodi)
- Robert Loggia (Tony Cumson) – stagione 2 (1 episodio)
- Gina Lollobrigida (Francesca Gioberti) – stagione 4 (5 episodi)
- Ed Marinaro (John Remick) – stagione 7 (5 episodi)
- E.G. Marshall (Henri Denault) – stagione 2 (3 episodi)
- Kim Novak (Kit Marlowe) – stagione 6 (18 episodi)
- Sheryl Lee Ralph (Mooshy Tucker) – stagione 9 (2 episodi)
- Cliff Robertson (Michael Ranson) – stagione 3 (28 episodi)
- Cesar Romero (Peter Stavros) – stagioni 5/7 (51 episodi)
- John Saxon (Tony Cumson) – stagioni 1, 6-7 (32 episodi)
- Assumpta Serna (Anna Cellini) – stagione 8 (8 episodi)
- Robert Stack (Roland Saunders) – stagione 6 (5 episodi)
- Rod Taylor (Frank Agretti) – stagioni 7/9 (30 episodi)
- Lana Turner (Jacqueline Perrault) – stagioni 1-2 (6 episodi)

## Episodi
Esiste un episodio pilota della serie, intitolato The Vintage Years, girato nella primavera del 1981 che non fu mai trasmesso. La puntata presentava differenze notevoli con quello che sarebbe stato poi lo show vero e proprio:
- Il personaggio di Richard Channing era già presente nel pilot - interpretato da Michael Swan - ed era il figlio biologico di Angela.
- Il personaggio di Abby Dalton, Julia, si chiamava qui Dorcas.
- Jane Wyman indossava una parrucca grigia.
- Gli interpreti di Chase e Maggie erano Clu Gulager e Samantha Eggar.
- Emma non era presente come un vero e proprio personaggio, ma come una donna in lacrime rinchiusa in una delle stanze della tenuta.

Sebbene mai trasmesso e mai pubblicato in DVD, The Vintage Years è stato diffuso in streaming a pagamento da AOL per il suo sito on-demand In2TV.
| Stagione         | Episodi | Prima TV originale | Prima TV italiana |
| ---------------- | ------- | ------------------ | ----------------- |
| Prima stagione   | 18      | 1981 – 1982        | 1982              |
| Seconda stagione | 22      | 1982 – 1983        | 1983              |
| Terza stagione   | 28      | 1983 – 1984        | 1985 – 1986       |
| Quarta stagione  | 30      | 1984 – 1985        | 1986 – 1987       |
| Quinta stagione  | 29      | 1985 – 1986        | 1988              |
| Sesta stagione   | 28      | 1986 – 1987        | 1992              |
| Settima stagione | 28      | 1987 – 1988        | 1994              |
| Ottava stagione  | 22      | 1988 – 1989        | inedita           |
| Nona stagione    | 22      | 1989 – 1990        | inedita           |

## I retroscena
- Jane Wyman vinse il Golden Globe nel 1984 come Migliore attrice in una serie drammatica. Nel 1985, Gina Lollobrigida fu candidata invece come Migliore attrice non protagonista in una serie tv, mini-serie o film tv. Fra il 1986 e il 1991, la serie ricevette 36 nomination ai Soap Opera Digest Awards, con 2 premi vinti (per David Selby e Margaret Ladd).
- Per gli esterni, i produttori scelsero di girare la serie presso la Spring Mountain Vineyard, un'azienda vinicola sita a St. Helena, nella Napa Valley (California). Per gli esterni dell'abitazione di Angela e della sua famiglia, furono usate una magione vittoriana del 1884 chiamata "Villa Miravalle" e un edificio adibito a cantina costruito durante la metà degli anni settanta[11][12].
- A conclusione della seconda stagione, quando venne rivelato il nome dell'assassino di Carlo Agretti, furono presi in considerazione 9 personaggi differenti come colpevoli: Lance, Melissa, Richard, Diana, Phillip, Angela, Chao-Li, Cole e ovviamente Julia. Tutti girarono una scena in cui confessavano il delitto. Nessuno del cast sapeva chi di loro sarebbe stato accusato effettivamente dell'omicidio (tranne Abby Dalton, interprete di Julia)[13].
- Quando Chase rischiò di rimanere ucciso da Julia, Robert Foxworth espresse il suo disappunto per il fatto che la serie stesse diventando troppo simile a Dallas e Dynasty e cominciò a pensare ad un ipotetico abbandono. Gli sceneggiatori allora pensarono al suo personaggio come terza vittima di Julia, ma Foxworth rimase dopo che i produttori gli diedero la possibilità di dirigere alcuni episodi della serie.
- Secondo alcune voci, fra Jane Wyman e Robert Foxworth ci furono dei seri problemi. Quando a Foxworth venne data la possibilità di dirigere degli episodi, la Wyman fece aggiungere una clausola nel suo contratto che permettesse anche a lei di dirigere la serie, sebbene poi non l'abbia mai effettivamente fatto. L'importante per l'attrice sembra fosse solo avere sul contratto lo stesso ruolo di Foxworth.
- Sophia Loren venne contattata per ricoprire il ruolo di Francesca Gioberti, la sorellastra segreta di Angela intenta a prendere il controllo dell'azienda vinicola. L'attrice avrebbe dovuto girare 13 episodi e i produttori le promisero uno splendido guardaroba e una parte peggiore (quanto a cattiveria) dell'Alexis di Dynasty. Ma all'ultimo momento, le negoziazioni, e di conseguenza l'accordo, fallirono. Venne quindi contattata Gina Lollobrigida, che firmò solo per 4 episodi[14].
- Il personaggio di Meredith Braxton, interpretato da Jane Badler nella sesta stagione, doveva essere all'inizio omosessuale e innamorata di Erin Jones. Ma la Wyman, cattolica convinta, fece obiezione. Così i due personaggi diventarono sorelle.
- Lauren Bacall e Mia Farrow furono contattate per comparire nella terza stagione in ruoli non ben definiti[15]. Anche in questo caso, le negoziazioni fallirono. Altre celebrità che i produttori pensarono di invitare alla serie furono: Susan George (nel ruolo della moglie segreta di Greg Reardon)[16], Brooke Shields (nel ruolo di sorella di Greg Reardon e di amante di Lance)[16], Richard Burton (nel ruolo dell'ex marito di Jacqueline Perrault) ed Anthony Quinn che doveva recitare la parte del fratello di Peter Stavros. Si disse che a Burton furono offerti 2 milioni e mezzo di dollari per cinque minuti di apparizione. Angie Dickinson e Tom Cruise avrebbero dovuto partecipare alla settima stagione della serie[17]. Anche Raquel Welch fu contattata dai produttori per un ruolo nella serie, ma il progetto non andò in porto. La Welch quindi propose sua figlia Tahnee per la quale gli sceneggiatori crearono il personaggio di Shannon Taylor, ma anche in questo caso non se ne fece niente[17].
- Jane Wyman, Chao-Li Chi e Lorenzo Lamas erano gli unici attori rimasti del cast originale quando la serie fu cancellata. David Selby è apparso in 8 stagioni, senza mancare un solo episodio. Solo Lamas è apparso in tutti i 227 episodi, mentre la Wyman è presente in 208 a causa dei suoi problemi di salute.
- Quando la Wyman ebbe problemi di salute gravi all'inizio della nona stagione, i produttori pensarono di far trasferire il personaggio di Angela in Grecia, per far visita al suo ex marito (Cesar Romero). Ma si optò per l'espediente del coma. Nel 20º episodio, quando Lance e Pilar vanno in ospedale per far visita ad Angela, quest'ultima era sparita per far ritorno a casa (la Wyman infatti sarebbe ricomparsa negli ultimi tre episodi).
- Alla vigilia della penultima stagione, i dirigenti della Lorimar - azienda produttrice di Dallas e Falcon Crest - considerarono l'idea di un crossover tra le due serie. I produttori pensarono di creare il personaggio di un figlio nato da una relazione illegittima tra Angela Channing e Jock Ewing, figlio che si sarebbe presentato al cospetto delle due famiglie per la sua fetta di eredità, sia della Ewing Oil che di Falcon Crest. A causa dei problemi di salute della Wyman, però, il progetto fu accantonato[18].